# Unidad periférica de La Canea
La unidad periférica de La Canea (en griego: Περιφερειακής Ενότητας Χανίων, romanizado: Perifereiakís Enótitas Chaníon) es una de las cuatro unidades periféricas en que se divide la isla de Creta (Grecia). Ocupa el cuarto occidental de la isla. Limita al oriente con la unidad periférica de Rétino, al norte con el Mar de Creta y al occidente y sur con el Mar Mediterráneo. También comprende la isla de Gavdos, el punto más meridional de Europa.
La unidad periférica de La Canea tiene 2, 376 km² y contaba en 2005 con 156,371 habitantes.
Su capital es la ciudad de La Canea. 

## Municipios
Desde el año 2011, la unidad periférica se divide en los siguientes siete municipios: Apokóronas, Kíssamos, La Canea, Kántanos-Sélino, Gavdos, Plataniás y Sfakiá.

Municipios de la unidad periférica de la Canea.

| Municipio       | Población (2011) | Capital   | Número |
| --------------- | ---------------- | --------- | ------ |
| La Canea        | 108 642          | La Canea  | 1      |
| Apokóronas      | 12 807           | Vryses    | 2      |
| Gavdos          | 152              | Kastri    | 3      |
| Kántanos-Sélino | 5431             | Paleójora | 4      |
| Kíssamos        | 10 790           | Kíssamos  | 5      |
| Plataniás       | 16 874           | Gerani    | 6      |
| Sfakiá          | 1889             | Sfakiá    | 7      |

## Antiguos municipios
Antes de la reforma del 2011, los municipios de esta unidad periférica eran los siguientes:

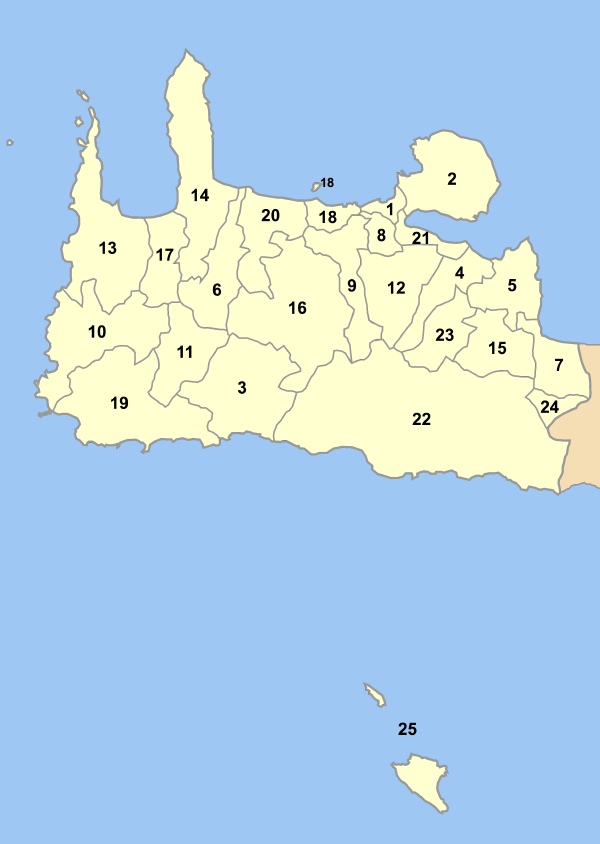

| Municipio             | Población (2001) | Capital       | Número |
| --------------------- | ---------------- | ------------- | ------ |
| Akrotiri              | 10.321           | Pithari       | 2      |
| Anatoliko Selino      | 1.468            | Kambanos      | 3      |
| Armeni                | 3.250            | Kalives       | 4      |
| La Canea              | 53.373           | La Canea      | 1      |
| Eleftherios Venizelos | 10.586           | Mournies      | 8      |
| Fres                  | 1.122            | Fres          | 23     |
| Georgioupoli          | 2.483            | Kournas       | 7      |
| Innachori             | 1.443            | Elos          | 10     |
| Kandanos              | 1.607            | Kandanos      | 11     |
| Keramia               | 1.630            | Gerolakkos    | 12     |
| Kíssamos              | 7.463            | Kíssamos      | 13     |
| Kolymvari             | 5.346            | Kolymvari     | 14     |
| Kryonerida            | 2.330            | Vryses        | 15     |
| Mousouri              | 4.755            | Alikianos     | 16     |
| Mythimna              | 2.914            | Drapanias     | 17     |
| Nea Kydonia           | 7.301            | Daratsos      | 18     |
| Pelekanos             | 4.259            | Paleochora    | 19     |
| Plataniás             | 5.225            | Gerani        | 20     |
| Sfakiá                | 2.446            | Chora Sfakion | 22     |
| Suda                  | 7.840            | Suda          | 21     |
| Theriso               | 6.313            | Vamvakopoulo  | 9      |
| Vamos                 | 2.932            | Vamos         | 5      |
| Voukolies             | 3.296            | Voukolies     | 6      |
| Comunidad             | Población        | -             |        |
| Asi Gonia             | 586              | -             | 24     |
| Gavdos                | 98               | -             | 25     |